# DOAG e. V.

Logo

Der DOAG e. V. ist eine der wichtigsten unabhängigen Informationsplattformen zu IT-nahen Themen im deutschsprachigen Raum. Der Verein begleitet jährlich viele Mitglieder und im IT-Umfeld tätige Menschen auf ihrem Berufsweg.

## Geschichte
Der Verein wurde am 29. Juni 1988 gegründet und am 11. August 1988 in das Vereinsregister des Amtsgerichts Stuttgart eingetragen. Sitz des Vereins ist Berlin. Er finanziert sich aus Mitgliedsbeiträgen und Überschüssen eigener Veranstaltungen sowie Werbung beispielsweise in den Mitgliederzeitschriften Red Stack Magazin (früher DOAG/SOUG News bzw. DOAG News) und Java aktuell sowie in Newslettern. Die DOAG Business News war früher ein eigenständiges Magazin und ist seit dem Jahr 2020 eine Rubrik des Red Stacks Magazins. Die Organisation, Durchführung und Bewerbung von jährlich rund 100 Veranstaltungen sowie die Bereitstellung von fachspezifischen Informationen in Print- und Online-Medien zu Produkten und Technologien erfolgt seit 2006 durch die DOAG Dienstleistungen GmbH. Ursprünglich hat sich die DOAG auf Oracle-Themen fokussiert, da aber die Themenbereiche und Inhalte der Mitglieder sich vielseitig ausgedehnt haben, trägt der Vereinsname „DOAG“ seit 2023 nicht mehr den bisherigen Zusatz „Deutsche Oracle-Anwendergruppe“.
Die DOAG basiert auf ihren Communitys. In jeder Community findet eine spezielle Ansprache der jeweiligen Anwender und Interessenten statt.

## Ziele und Interessen
Allgemeines Ziel der DOAG ist der Erfahrungsaustausch und die Wissensvermittlung über Einsatz, Umgang und Erfahrungen mit den IT-Produkten sowie die Interessenvertretung der Anwender gegenüber Herstellern. Auf die Unabhängigkeit gegenüber dem Hersteller legt der Verein besonderen Wert. Zudem engagiert sich die DOAG international, um eine Vernetzung verschiedener User-Groups zu ermöglichen.

### Weiterbildung
- Wissensvermittlung bei Regionaltreffen, Community Days, Expertenseminaren, (Fach-)Konferenzen und Webinaren;
- Orientierungshilfe und Unterstützung zu den Themen Security, Support, Lizenzierung und Lokalisierung bekommen die Mitglieder über das Competence Center.

### Wissens- und Informationsvermittlung
- Bereitstellung einer Networking-Plattform;
- Unterstützung der Kommunikation und Vermittlung von Kontakten zwischen den Anwendern und Oracle;
- Kontakte zu anderen Anwendergruppen auf europäischer und internationaler Ebene, um die Vernetzung zu stärken;
- Bereitstellung von Online-Medien der DOAG als kommunikative Plattform;
- regelmäßige Herausgabe der Red Stack und der Java aktuell;
- regelmäßige Herausgabe von Newslettern;
- persönliche Kontakte und Informationsaustausch bei DOAG-Veranstaltungen.

### Interessensvertretung
- Orientierungshilfen bei der Auswahl und Nutzung geeigneter Vertriebswege;
- Moderation und Eskalationsplattform zu IT-Produkten;
- Bündelung und Stärkung der Einzelinteressen.

## Veranstaltungen der DOAG

### DOAG Konferenz + Ausstellung
Einmal jährlich findet im November die DOAG Konferenz + Ausstellung statt, die den Anwendern die Möglichkeit bietet, neue Produkte rund um den IT-Bereich kennenzulernen, Vorträge zu aktuellen Themen zu hören und persönliche Kontakte zu knüpfen. Während namhafte Referenten und fortgeschrittene Anwender das Konferenzprogramm bestreiten, sind auf der begleitenden Ausstellung die neuesten Produkte von Herstellern und ihren Partnern zu sehen. 1988 gab es die 1. Deutsche Oracle-Anwenderkonferenz. Einen Monat nach der Eintragung ins Vereinsregister trafen sich am 8. September 1988 rund 300 Teilnehmer zur ersten deutschen Oracle-Anwenderkonferenz in München. Aufgrund stetig steigender Teilnehmerzahlen wechselte der Austragungsort der Anwenderkonferenz mehrfach und fand unter anderem in Fellbach, Hamburg, Mainz und Mannheim statt, bis sie 2007 das erste Mal in Nürnberg stattfand. Seit 2008 heißt die Oracle-Anwenderkonferenz, DOAG Konferenz + Ausstellung und findet jährlich im CongressCenter Nürnberg statt. Wegen der Corona-Pandemie fand die DOAG Konferenz + Ausstellung 2020 und 2021 online statt. Seit 2022 wieder in gewohnter Form in Präsenz vor Ort.

### JavaLand
Weiterhin wird eine der größten Java-Konferenzen Europas, die JavaLand, von der DOAG organisiert. Sie stellt der Java-Community einen Rahmen zum Lernen, Erfahren und Austauschen zur Verfügung. Hinzu kommen zahlreiche Fachkonferenzen getrieben durch die Communitys.
Die JavaLand findet seit 2014 jährlich im Frühjahr statt. 2020 wurde sie wegen der COVID-19-Pandemie kurzfristig abgesagt. 2021 fand sie als Online-Konferenz statt.
Von 2014 bis 2023 (mit Unterbrechung 2020/21) fand die Konferenz im Phantasialand in Brühl statt. 2022, 2023 fand die JavaLand gewohnt in Präsenz statt. 2024 wird die JavaLand erstmalig im Nürburgring abgehalten, dies ist das zehnjährige Jubiläum der JavaLand.